# Andy van der Meyde
Andy van der Meyde, född 30 september 1979 i Arnhem, är en nederländsk före detta fotbollsspelare.

## Spelarkarriär

### Klubblag
Hans moderklubb är Ajax men han slog igenom i FC Twente innan han gick till Inter, där han under två säsonger inte lyckades ta en plats i laget. Han såldes därefter till Everton FC i England, där han inte spelade mycket på grund av skador. Sommaren 2009 gick han gratis till PSV Eindhoven där han bara spelade en match innan han slutade spela fotboll 25 februari 2011. I december 2011 gjorde han dock comeback i amatörlaget WKE i Holland, som då spelade i Hollands tredjedivision Topklasse (vilken 2021 är Hollands fjärde högsta division).

### Landslag
Van Der Meyde debuterade i det holländska landslaget i maj 2002 under en vänskapsmatch mot USA. Han gjorde där sitt första (och enda) mål i landslaget där Nederländerna vann med 2–0.
Han var närvarande i EM 2004 där Holland tog sig till semifinal. I öppningsmatchen mot Tyskland stod van der Meyde för en assist i en match som slutade 1–1.